# Spotlight (film)
 For alternative betydninger, se Spotlight. (Se også artikler, som begynder med Spotlight)
Spotlight er en amerikansk biografisk dramafilm fra 2015. Filmen er instrueret af Tom McCarthy, skrevet af Tom McCarthy og Josh Singer, og har Mark Ruffalo, Michael Keaton, Rachel McAdams, Liev Schreiber, John Slattery og Stanley Tucci i hovedrollerne.
Filmen modtog en Oscar for bedste film ved Oscaruddelingen.

## Handling
Historien om, hvordan avisen The Boston Globe afslørede den massive skandale om børnemisbrug, og hvordan det blev skjult af det lokale katolske ærkebispedømme, noget der rystede hele den katolske kirke.

## Medvirkende
- Mark Ruffalo som Michael Rezendes
- Michael Keaton som Walter 'Robby' Robinson
- Rachel McAdams som Sacha Pfeiffer
- Liev Schreiber som Marty Baron
- John Slattery som Ben Bradlee Jr.
- Stanley Tucci som Mitchell Garabedian
- Brian d'Arcy James som Matt Carroll
- Gene Amoroso som Stephen Kurkjian
- Jamey Sheridan som Jim Sullivan
- Billy Crudup som Eric MacLeish
- Maureen Keiller som Eileen McNamara
- Len Cariou som Peter Conley
- Neal Huff som Phil Saviano
- Michael Cyril Creighton som Joe Crowley